# Intervención de Ottaviani

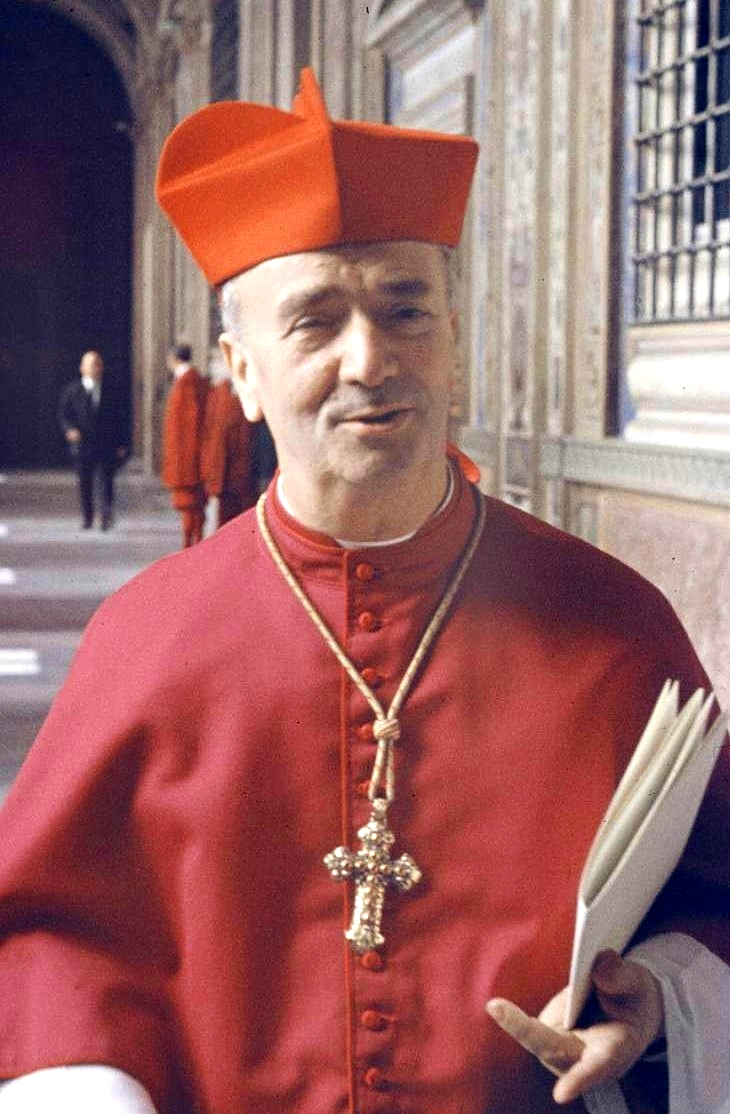
Alfredo Ottaviani

Breve examen crítico del Novus Ordo Missæ es la intervención que los cardenales Alfredo Ottaviani y Antonio Bacci presentaron ante Pablo VI el 25 de septiembre de 1969. El texto fue escrito bajo la dirección del arzobispo Marcel Lefebvre con otros 12 teólogos, entre ellos Michel-Louis Guérard des Lauriers, O.P.
El tema del análisis, dividido en ocho capítulos, fue la reforma litúrgica preparada tras el Concilio Vaticano II. Como se indica en el título no sería un examen a fondo, pero solo pretende poner en tela de juicio algunos relieves y puntos de fuerte crítica a la reforma y sus bases teológicas.
Para los autores de este documento, los autores de la reforma reducirían teológicamente el Sacrificio de la Misa a un "memorial", es decir, a una simple conmemoración o celebración del sacrificio del Calvario, y diluyen la importante presencia real de Jesucristo bajo las apariencias del pan y del vino a una presencia sólo moral. No hay una renovación del sacrificio de Cristo de forma incruenta sino una celebración de la Pasión, Muerte y Resurrección.
Aunque el cardenal Ottaviani había presentado al Papa sus reservas con respecto al nuevo Ordo Missæ, él celebraba la Misa con el nuevo rito y así lo hizo hasta su muerte.
En cuanto a la valoración negativa del cardenal Ottaviani sobre la nueva Misa, tan frecuentemente citada, hay que tener en cuenta que su crítica fue realizada antes de la versión final corregida del nuevo rito de la Misa. El Papa Pablo VI dedicó dos audiencias generales al nuevo Ordo Missæ. Después de las mismas, el cardenal Ottaviani escribió:

“Me he alegrado profundamente al leer los discursos del Santo Padre sobre las cuestiones del nuevo Ordo Missae y sobre todo sus precisiones doctrinales contenidas en los discursos para las audiencias públicas del 19 y el 26 de noviembre. Creo que, después de esto, ya nadie puede escandalizarse sinceramente. En lo demás, hará falta una obra prudente e inteligente de catequesis, para solucionar algunas perplejidades legítimas que puede suscitar el texto”.

En la misma carta, el cardenal Ottaviani se quejaba de que su opinión reflejada en el Breve examen crítico hubiera sido publicada:

“Por mi parte, sólo siento que se haya abusado de mi nombre en un sentido que yo no deseaba, por la publicación de una carta que yo había dirigido al Santo Padre, sin autorizar a nadie a publicarla”.